# Kudat
Kudat est une ville de l'État Sabah en Malaisie dans l'ile de Bornéo. La ville, qui est située au nord-est de l'état à 190 kilomètres au nord de la capitale Kota Kinabalu compte 29 025 habitants en 2010. La ville est la capitale du district de Kudat et de la division de Kudat, la plus petite des cinq divisions du Sabah. Elle est située à la pointe nord-est de l'île de Bornéo au bord de la mer de Chine méridionale. Elle se trouve au cœur de la région occupée par les Rungus (en), un sous-groupe de l'ethnie Kadazan-Dusun.